# Múlt
A múlt az időnek az a része, amely egy bizonyos időpont (főleg a jelen) előtt már eltelt. A múlt alatt gyakran az ezen időszakban történt eseményeket stb. is értjük. A jövő ellentéte.

## Áttekintés
A múlt ellentétben áll a jelennel. Úgy is tartják, hogy a múlt események felhalmozódása, ami a tér-idő kontinuum egy bizonyos pontján történt. A fent említett elmélet közeli kapcsolatban áll Albert Einstein relativitáselméletével. A múlt olyan területek tárgya, mint például a történelem, régészet, arkeoasztronómia, kronológia, geológia, (történelmi geológia), történeti nyelvészet, törvény, paleontológia, paleobotanika, paleoetnobotanika, paleogeográfia, paleoklimatológia, és kozmológia.
Az emberek az ókor óta megörökítették a múltat, és valamilyen határig, az egyik emberi jellemvonás az, hogy meg tudják örökíteni a múltat, felidézni azt, emlékezni rá és a jelenlegi események állapotával szembe tudják állítani, ezáltal lehetővé teszik arra, hogy ennek megfelelően tervezzenek a jövőre, és hogy elmélkedjenek is rajta.

## Filozófia és tudomány
A jelenizmus szerint a múlt nem létezik szigorúan; habár minden tudományos eljárás a világ múltját tanulmányozza, a bizonyítékok értékelésének folyamatán keresztül.
A klasszikus fizikában a múlt az idővonal fele. A speciális relativitáselméletben a múltat abszolút múltnak vagy múlt-tölcsérnek tartják. A Föld beosztásában a „klasszikus” és „relativista” múlt között csak 0.05 mp van, tehát néhány esetben el lehet hanyagolni.  